# Applebaum
Applebaum è un film per la televisione del 2012 diretto da Chris Columbus.

## Trama
Ex difensore pubblico che ora fa la madre a tempo pieno decide di diventare investigatrice privata per rendere più eccitante la sua vita.